# Teatro Escalante
El Teatro Escalante de la ciudad de Valencia (España), es un proyecto lúdico y educativo creado en 1985 por la Diputación Provincial de Valencia para potenciar el teatro entre los niños.
Su nombre es un homenaje al dramaturgo Eduardo Escalante.
Desde su fundación el Teatro Escalante si situó en los locales arrendados al Patronato de la Juventud Obrera en el número 5 de la calle Landerer, de Valencia, un viejo palacio tardorenacentista adaptado al principio del siglo XX.
A partir de 1995 a las representaciones destinadas al público infantil, se añade la Escuela de Teatro, reconvirtiéndose Centro Teatral Escalante.
Sin embargo en octubre de 2016 el estado estructural del edificio y las instalaciones obligaron al Escalante a abandonar su viejo edificio, trasladando sus actividades a otras salas de Valencia, como la del MuVIM o El Musical.
Está previsto que la sede del Escalante se traslade a un edificio propio situado en el CEIP IVAF-Luis Fortich, complejo ubicado en la calle Juan de Garay de Valencia, junto al hospital Doctor Peset.
El Teatro Escalante ha recibido multitud de reconocimientos a los que, en 2023, se une la Medalla de Oro. En 1994, la sala recibió la Medalla de Plata al Mérito de las Bellas Artes del Ministerio de Cultura; en 1995, el Premio Extraordinario de la Crítica de la Asociación de Circos Teatrales de València; en el 2000 consiguió la Mención Especial de FETEN de Gijón, y en 2009, el Premio Nacional de Teatro de ASSITEJ España a la trayectoria.